# 気分循環性障害
気分循環性障害（きぶんじゅんかんせいしょうがい英語: Cyclothymia）とは軽躁病エピソードを満たさない程度の軽躁と抑うつエピソードを満たさない程度の抑うつが長期間にわたり交代し続ける気分障害である。

## 定義
気分循環性障害の患者ははっきり躁状態とは言えない気分の高揚と、ごく軽度の抑うつがすぐ、もしくは平静な期間を挟んで急速に繰り返される。慢性の双極性障害とも言え、DSM-5では「双極性及び関連障害」に分類されている。ICD-10では気分循環症として持続性気分（感情）障害に分類されている。本人や周囲の者は周期に気づきにくく性格上の問題で片づけられてしまう場合も少なくない。調査により差はあるものの気分循環性障害の患者の15%から50%が双極I型障害、もしくは双極II型障害に移行する。

## 診断
DSM-5ではこれらを満たしていることを条件とする。
診断基準Aは2年（子ども及び青年の場合は少なくとも1年）以上にわたって、軽躁症状を伴うが軽躁病エピソードの基準は満たさない期間と、抑うつ症状を伴うが抑うつエピソードを満たさない期間が多数存在する。
診断基準Bは2年（子ども及び青年の場合は少なくとも1年間）以上、少なくとも半分は軽躁及び抑うつを伴う期間があり、症状がなかった期間が一度に2カ月以上ない。
診断基準Cは大うつ病、双極I型障害、双極II型障害の基準を満たさないことを要求している。
診断基準Dは統合失調症など精神病でないことを要求している。
診断基準Eは物質関連障害や身体疾患によるものでないことを要求している。
診断基準Fは臨床的に意味のある苦痛、または、社会的、学業的、職業的、または他の重要な領域における機能の障害を引き起こしていることを要求している。

## 鑑別
正常な範囲で単に非常に感情的な人は多く、臨床的に著しい苦痛や障害が起きていなければ、正常な気分の波である。逆に、より重症であれば双極性障害の診断となる。若くない発症の場合、身体疾患を念頭に置き、脳梗塞や甲状腺機能亢進症も気分の変動を起こす。
双極性障害、特に年4回以上躁状態と抑うつを繰り返す急速交代型（ラピッドサイクラー）との鑑別が難しい。双極性障害急速交代型の診断を下す際は躁病、軽躁病エピソードと抑うつエピソードを完全に満たすことを慎重に判断する必要がある。
気分変調症の場合、軽症の抑うつが長期間にわたり続くが気分の高揚は見られない。
境界性パーソナリティ障害による急速な気分変化が、気分循環性障害と関連付けられることもあり、両方の診断がなされることもある。薬物の使用と離脱症状、または興奮剤と鎮静剤を使っている場合には薬物によって気分が浮き沈みしている。
児童・青年期に気分循環性障害を発症した患者はADHDを併発している可能性が高いとされる。

## 治療
極端な気質傾向と折り合いをつけるため行動療法や認知行動療法などの心理療法を主な治療方法とする。
薬物療法を選択する場合は双極性障害同様リチウム塩（リーマス）やバルプロ酸ナトリウム（デパケン、デパケンR）などの気分安定薬が使われる。抗うつ薬の単独処方は躁転や気分変化の急速化を招くとされ推奨されない。